# Mitius castaneus
Mitius castaneus är en insektsart som först beskrevs av Lucien Chopard 1937.  Mitius castaneus ingår i släktet Mitius och familjen syrsor. Inga underarter finns listade i Catalogue of Life.